# Jožef Resnik
Jožef Resnik, slovenski rimskokatoliški duhovnik in pesnik, * 5. april 1850, Blagovica, † 23. oktober 1885, Ljubljana.

## Življenje in delo
Rodil se je očetu Lukežu in materi Mariji (rojeni Kunavar). Resnik je od leta 1864 do 1872 obiskoval gimnazijo (od 2. razreda je bil gojenec  Alojzijevišča) v Ljubljani in prav tam od 1872 do 1876 tudi bogoslovje. Po končanem študiju je bil kaplan v Postojni (1876–1880), Šentrupertu (1880–1882) ter nazadnje v Ljubljani (Sv. Jakob). Kot bogoslovec je pod psevdonimom Resnicoljub v katoliškem tisku priobčeval nabožne pesmice.